# Johannes Friedrich (Fußballspieler)
Johannes Friedrich (* 9. November 1925) war Fußballspieler in Sachsen. In den 1950er Jahren spielte er sowohl für Empor Lauter als auch für Motor Zwickau in der DDR-Oberliga, der höchsten Spielklasse im DDR-Fußball.
In den frühen 1950er Jahren machten die Fußballspieler aus dem 8000 Einwohner zählenden Erzgebirgsort Lauter Furore. Mit der SG Lauter wurden sie 1950 sächsischer Vizemeister vor den Mannschaften aus den weitaus größeren Städten Aue, Plauen, Zwickau und Chemnitz. Damit qualifizierten sie sich für die neue zweitklassige DS-Liga, wo sie als BSG Freiheit Wismut Lauter 1950/51 Staffelfünfter wurden, noch vor Chemnitz und Jena. Ein Jahr später schafften die Lauterer Fußballspieler als BSG Empor den Aufstieg in die DDR-Oberliga. An allen Erfolgen war auch Johannes Friedrich beteiligt. 
In seiner ersten Oberligasaison war Friedrich der standardmäßige halblinke Stürmer und bestritt 24 der 32 ausgetragenen Oberligaspiele. Mit Platz 10 unter 17 Mannschaften erkämpften sich die Lauterer sicher den Klassenerhalt und hatte auch in der Spielzeit 1953/54 am Ende mit Rang 9 einen sicheren Mittelfeldplatz. Friedrich hatte auch in dieser Saison auf der gewohnten Position einen Stammplatz in der Mannschaft sicher und bestritt diesmal von 28 ausgetragenen Punktspielen 25 Partien. Seine dritte Oberligasaison begann Friedrich erneut auf der halblinken Angriffsseite und absolvierte alle der ersten sieben Meisterschaftsspiele. 
Im Oktober 1954 beschlossen die Fußballverantwortlichen im DDR-Sport, die Fußballsektion der BSG Empor Lauter zum neu gegründeten SC Empor Rostock zu transferieren. Die Spieler Espig, Hertzsch und Johannes Friedrich verweigerten sich diesem Vorhaben und wechselten zum benachbarten Oberligisten Motor Zwickau. Während Espig und Hertzsch erst mit Beginn der Rückrunde im Januar 1955 in Zwickau zum Einsatz kamen, spielte Friedrich bereits am 7. November 1954 erstmals für Motor Zwickau. Insgesamt 17 Mal spielte er noch in der laufenden Saison, danach beendete er seine Laufbahn als Oberligaspieler. Von 1952 bis 1955 hatte er 73 Oberligaspiele bestritten. Für Lauter hatte er elf und für Zwickau zwei Meisterschaftstore erzielt. Friedrich kehrte zum Lauterer Fußball zurück, wo er bei der unterklassigen BSG Motor seine Fußballerkarriere endgültig beendete.